# Hucisko (Słupia Konecka)
Pour les articles homonymes, voir Hucisko.
Hucisko est une localité polonaise de la gmina de Słupia Konecka, située dans le powiat de Końskie en voïvodie de Sainte-Croix.